# 1404
Il 1404 (MCDIV in numeri romani) è un anno bisestile del XV secolo.

## Eventi
- I mulini a vento vengono introdotti in Europa sul territorio olandese.
- Bassano del Grappa passa sotto la Repubblica di Venezia.
- Viene fondata l'Università degli Studi di Torino.

Battaglia della Pianura Saccisica tra la Serenissima Repubblica di Venezia e Padova

## Nati
- 14 febbraio - Leon Battista Alberti, architetto, scrittore e matematico italiano († 1472)
- 16 giugno - Murad II, sultano ottomano († 1451)
- 6 luglio - Yamana Sōzen, militare giapponese († 1473)
- 25 luglio - Filippo di Brabante, conte († 1430)
- 30 settembre - Anna di Borgogna, nobile francese († 1432)
- 14 ottobre - Maria d'Angiò, regina francese († 1463)
- John Beaufort, I duca di Somerset, militare inglese († 1444)
- Burchiello, poeta italiano († 1449)
- Angelo da Castro, giurista italiano († 1485)
- Alice Chaucer, nobile inglese († 1475)
- Maria Comnena, imperatrice bizantina († 1439)
- Salvatore Cubello, nobile italiano († 1470)
- Fra Domenico di Giovanni, teologo e religioso italiano († 1483)
- Parisina Malatesta, marchesa italiana († 1425)
- Gabriele Orsini del Balzo, nobile e generale italiano († 1453)
- Hynek Ptáček di Pirkštejn, nobile e politico boemo († 1444)
- Rodrigo Sánchez de Arévalo, vescovo cattolico spagnolo († 1470)

## Morti
- 4 aprile - Guglielmo Buccheri, religioso italiano (n. 1309)
- 18 aprile - Guglielmo della Scala, politico italiano (n. 1350)
- 22 aprile - Pietro Fregoso, doge (n. 1330)
- 27 aprile - Filippo II di Borgogna, nobile (n. 1342)
- 29 aprile - Antonio II da Montefeltro, condottiero italiano (n. 1348)
- 9 maggio - Giovanni Piacentini, cardinale e arcivescovo cattolico italiano
- 28 luglio - Ludovico Visconti (n. 1355)
- 4 settembre - Maria di Lusignano, sovrana italiana (n. 1382)
- 14 settembre - Alberto IV d'Asburgo, nobile (n. 1377)
- 20 settembre - Pietro II d'Alençon, conte e militare francese (n. 1340)
- 27 settembre - William di Wykeham, vescovo cattolico britannico
- 28 settembre - Giovanni II d'Alvernia, conte francese
- 1º ottobre - Papa Bonifacio IX, papa e cardinale italiano
- 8 ottobre - Pedro Serra, cardinale spagnolo
- 15 ottobre - Maria di Valois, principessa francese (n. 1344)
- 17 ottobre - Caterina Visconti, sovrana italiana (n. 1362)
- 19 ottobre - Lucrezia Ordelaffi, nobile italiana (n. 1389)
- 23 novembre - Taddea d'Este, nobildonna italiana (n. 1365)
- 4 dicembre - Cristoforo Maroni, cardinale e vescovo cattolico italiano
- 13 dicembre - Alberto I di Baviera, nobile (n. 1336)
- Angelo Cybo, cardinale italiano
- Leonardo Cybo, cardinale italiano
- Harihara Raya II, indiano
- Fernando Pérez Calvillo, cardinale spagnolo
- Ugolino di Prete Ilario, pittore italiano
- Maddalena Visconti, nobile (n. 1366)

## Calendario
| Calendario 1404 | Calendario 1404 | Calendario 1404 | Calendario 1404 | Calendario 1404 | Calendario 1404 | Calendario 1404 | Calendario 1404 | Calendario 1404 | Calendario 1404 | Calendario 1404 | Calendario 1404 | Calendario 1404 | Calendario 1404 | Calendario 1404 | Calendario 1404 | Calendario 1404 | Calendario 1404 | Calendario 1404 | Calendario 1404 | Calendario 1404 | Calendario 1404 | Calendario 1404 | Calendario 1404 | Calendario 1404 | Calendario 1404 | Calendario 1404 | Calendario 1404 | Calendario 1404 | Calendario 1404 | Calendario 1404 | Calendario 1404 | Calendario 1404 |
| --------------- | --------------- | --------------- | --------------- | --------------- | --------------- | --------------- | --------------- | --------------- | --------------- | --------------- | --------------- | --------------- | --------------- | --------------- | --------------- | --------------- | --------------- | --------------- | --------------- | --------------- | --------------- | --------------- | --------------- | --------------- | --------------- | --------------- | --------------- | --------------- | --------------- | --------------- | --------------- | --------------- |
|                 | 1               | 2               | 3               | 4               | 5               | 6               | 7               | 8               | 9               | 10              | 11              | 12              | 13              | 14              | 15              | 16              | 17              | 18              | 19              | 20              | 21              | 22              | 23              | 24              | 25              | 26              | 27              | 28              | 29              | 30              | 31              |                 |
| Gennaio         | Ma              | Me              | Gi              | Ve              | Sa              | Do              | Lu              | Ma              | Me              | Gi              | Ve              | Sa              | Do              | Lu              | Ma              | Me              | Gi              | Ve              | Sa              | Do              | Lu              | Ma              | Me              | Gi              | Ve              | Sa              | Do              | Lu              | Ma              | Me              | Gi              |                 |
| Febbraio        | Ve              | Sa              | Do              | Lu              | Ma              | Me              | Gi              | Ve              | Sa              | Do              | Lu              | Ma              | Me              | Gi              | Ve              | Sa              | Do              | Lu              | Ma              | Me              | Gi              | Ve              | Sa              | Do              | Lu              | Ma              | Me              | Gi              | Ve              |                 |                 |                 |
| Marzo           | Sa              | Do              | Lu              | Ma              | Me              | Gi              | Ve              | Sa              | Do              | Lu              | Ma              | Me              | Gi              | Ve              | Sa              | Do              | Lu              | Ma              | Me              | Gi              | Ve              | Sa              | Do              | Lu              | Ma              | Me              | Gi              | Ve              | Sa              | Do              | Lu              |                 |
| Aprile          | Ma              | Me              | Gi              | Ve              | Sa              | Do              | Lu              | Ma              | Me              | Gi              | Ve              | Sa              | Do              | Lu              | Ma              | Me              | Gi              | Ve              | Sa              | Do              | Lu              | Ma              | Me              | Gi              | Ve              | Sa              | Do              | Lu              | Ma              | Me              |                 |                 |
| Maggio          | Gi              | Ve              | Sa              | Do              | Lu              | Ma              | Me              | Gi              | Ve              | Sa              | Do              | Lu              | Ma              | Me              | Gi              | Ve              | Sa              | Do              | Lu              | Ma              | Me              | Gi              | Ve              | Sa              | Do              | Lu              | Ma              | Me              | Gi              | Ve              | Sa              |                 |
| Giugno          | Do              | Lu              | Ma              | Me              | Gi              | Ve              | Sa              | Do              | Lu              | Ma              | Me              | Gi              | Ve              | Sa              | Do              | Lu              | Ma              | Me              | Gi              | Ve              | Sa              | Do              | Lu              | Ma              | Me              | Gi              | Ve              | Sa              | Do              | Lu              |                 |                 |
| Luglio          | Ma              | Me              | Gi              | Ve              | Sa              | Do              | Lu              | Ma              | Me              | Gi              | Ve              | Sa              | Do              | Lu              | Ma              | Me              | Gi              | Ve              | Sa              | Do              | Lu              | Ma              | Me              | Gi              | Ve              | Sa              | Do              | Lu              | Ma              | Me              | Gi              |                 |
| Agosto          | Ve              | Sa              | Do              | Lu              | Ma              | Me              | Gi              | Ve              | Sa              | Do              | Lu              | Ma              | Me              | Gi              | Ve              | Sa              | Do              | Lu              | Ma              | Me              | Gi              | Ve              | Sa              | Do              | Lu              | Ma              | Me              | Gi              | Ve              | Sa              | Do              |                 |
| Settembre       | Lu              | Ma              | Me              | Gi              | Ve              | Sa              | Do              | Lu              | Ma              | Me              | Gi              | Ve              | Sa              | Do              | Lu              | Ma              | Me              | Gi              | Ve              | Sa              | Do              | Lu              | Ma              | Me              | Gi              | Ve              | Sa              | Do              | Lu              | Ma              |                 |                 |
| Ottobre         | Me              | Gi              | Ve              | Sa              | Do              | Lu              | Ma              | Me              | Gi              | Ve              | Sa              | Do              | Lu              | Ma              | Me              | Gi              | Ve              | Sa              | Do              | Lu              | Ma              | Me              | Gi              | Ve              | Sa              | Do              | Lu              | Ma              | Me              | Gi              | Ve              |                 |
| Novembre        | Sa              | Do              | Lu              | Ma              | Me              | Gi              | Ve              | Sa              | Do              | Lu              | Ma              | Me              | Gi              | Ve              | Sa              | Do              | Lu              | Ma              | Me              | Gi              | Ve              | Sa              | Do              | Lu              | Ma              | Me              | Gi              | Ve              | Sa              | Do              |                 |                 |
| Dicembre        | Lu              | Ma              | Me              | Gi              | Ve              | Sa              | Do              | Lu              | Ma              | Me              | Gi              | Ve              | Sa              | Do              | Lu              | Ma              | Me              | Gi              | Ve              | Sa              | Do              | Lu              | Ma              | Me              | Gi              | Ve              | Sa              | Do              | Lu              | Ma              | Me              |                 |